# Ломатурцхи
Ломатурцхи (груз. ლომატურცხი, арм. Լոմատուրցխ) — село в Грузии, на территории Ахалкалакского муниципалитета края (мхаре) Самцхе-Джавахети.

## География
Село находится в южной части Грузии, в пределах северной части Ахалкалакского плоскогорья, на расстоянии приблизительно 17 километров (по прямой) к северу от города Ахалкалаки, административного центра муниципалитета. Абсолютная высота — 1771 метр над уровнем моря.

## Население
По результатам официальной переписи населения 2014 года, в Ломатурцхи проживало 329 человек (158 мужчин и 171 женщина). В национальной структуре населения армяне составляли 98,8 %, грузины — 1,2 %.
| Год  | Население, человек |
| ---- | ------------------ |
| 2002 | 522                |
| 2014 | ↘ 329              |